# Château de Villeniard
Le château de Villeniard est une demeure située à Vaux-sur-Lunain, en France. Ancienne propriété aristocratique, c’est actuellement une maison de retraite.

## Situation et accès
L’édifice est situé au no 3 de l’allée du Château, dans un hameau. Plus largement, il se trouve dans le département de Seine-et-Marne, en région Île-de-France, à quelques centaines de mètres de la frontière avec la Bourgogne-Franche-Comté.

## Histoire
Le château est construit entre les XIXe et XXe siècles selon les plans de l’architecte Léon Gouvenin. Il s’agit de la propriété du comte Louis de Ségur, qui occupe des fonctions politiques.
Au XXIe siècle, le château est une maison de retraite du groupe Emeis, classée 56e au niveau national — ainsi 1re au niveau départemental — selon Les Échos.

## Structure
L’ensemble forme un plan carré flanqué de deux tours cylindriques. Malgré une harmonie des bâtiments, l’ensemble n’a pas de caractéristiques architecturales particulières. À l’époque du comte de Ségur, l’intérieur est décoré de tapisseries, de meubles et de tableaux remarquables.